# يومي موريو
يومي موريو (بالكانا:もりお ゆみ) هي ممثلة يابانية، ولدت في 8 يونيو 1966 في اليابان.

## وصلات خارجية
- يومي موريو على موقع IMDb (الإنجليزية)
- يومي موريو على موقع ميوزك برينز (الإنجليزية)
- يومي موريو على موقع قاعدة بيانات الفيلم (الإنجليزية)